# Rimska Republika
Rimska Republika označava razdoblje državnog uređenja rimske države u vremenu između rimskog kraljevstva (509. pr. Kr.) i uspostave rimskog carstva 16. siječnja 27. pr. Kr., dodjelom Oktavijanu titule augustus.

## Državno uređenje
Rimska republika je imala mnogo činitelja podjele vlasti koji se i danas mogu naći u mnogim državnim uređenjima širom svijeta.
Od posebnog značaja državnog uređenja rimske republike su bila tri principa:
- anuitet – sve funkcije su bile samo na jednu godinu (osim cenzorske funkcije koja prvotno traje 5 godina, a kasnije 18 mjeseci)
- kolegijalnost – uvijek su dvije osobe istovremeno obavljali jednu državnu službu – izuzetak je diktator
- pravo promjene uredbe (pravo veta) – svaki činovnik je imao pravo da korigira ili izmjeni ili vrati uredbu koju je njegov kolega donio

Najveću izvršnu neograničenu vlast u rimskoj republici je imao konzul imperium maius. Konzuli su bili odgovorni za vrhovno vojno zapovjedništvo, pravo presude, uprava nad Senatom i Comitiama. Tijekom kriza, postojala je mogućnost imenovanja diktatora na 6 mjeseci koji je imao  summus imperium,  tj. svi su mu bili podčinjeni osim pučkih tribuna. 
Nositelji vlasti su bili imenovani kroz četiri različite skupštine:
- Centurijska skupština – imenovala je cenzore, konzule, pretore i pontifex maximus
- Kurijska skupština – najstarija skupština, u republici nema značajnu političku ulogu, potvrđuje imperij magistratima
- Tribunska skupština – imenovala je činovnike nižeg ranga: edile, kvestore, vigintisex viri
- Plebejska skupština – imenovala je pučke tribune i plebejske edile

Rimski Senat i narodne skupštine (Comitia), koji su bili nadležni i za zakone, su nadgledali rad svih činovnika. Članovi senata nisu bili birani već imenovani iz sloja cenzora na doživotno vrijeme. Prvobitno u Senat su birani samo patricije, a kasnije i plebejci.

## Povijest Republike
Pitanje o postanku Rima ima dvije priče, prva je legenda o Romulu i Remu. 753.g.pr. Romul i Rem trebali su nasljediti trojanskog junaka Eneja koji je ubijen od svoga brata koji je bio ljubomoran na njega.Kako nebi njegovi sinovi postali kraljevi naredio je da se braću stavi u košaru i baci u rijeku Tiber. Rijeka je košaru izbacila na obalu, njihov je plač čula vučica koja ih je nahranila, a kasnije ih je odgojio pastir. Na obali Tibera odlučili su sagraditi grad, ali su se pri gradnji posvađali i Romul je ubio Rema. Grad je dobio ime po Romulu Roma, mi ga zovemo Rim. Od tada rimljani računaju vrijeme tj. počinje rimska era. 
Drugu priču daje Tit Livije u svojim djelima, gdje kaže da bogovi nisu slučajno odabrali položaj Rima već je to mjesto u središtu Italije i stvoreno je za procvat grada.
Točan datum postanka rimske Republike je teško odrediti. Livije izvještava da je posljednji rimski kralj Lucije Tarkvinije Oholi 510 pr. Kr. protjeran iz Rima i da su Lucije Junije Brut i Lucije Tarkvinije Kolatin izabrani za rimske konzule, dok je 508. pr. Kr. izabran i prvi visoki svećenik (Pontifex Maximus). 
Razdoblje postanka i ranog doba rimske republike označava vrijeme osnivanja i osiguranja rimske države. 496. pr. Kr. Rimljani pobjeđuju Latine u bitci kod Regilskog jezera a 493. pr. Kr. stvaraju i ulaze u savez s federacijom latinskih gradova. U ovom razdoblju se i javljaju i prvi sukobi između plebejaca i patricija (prvi secessio plebis), gdje plebejci, zbog svog teškog položaja u gradu koji je pod vlašću patricija, odlučuju napustiti grad Rim i osnovati drugo naselje. Polovinom 5 stoljeća pr. Kr. Decemvir objavljuje tablicu dvanaest zakona, čime se određuju prava rimskih građana. 
U tom razdoblju Rim je igrao vrlo važnu ulogu u Latiju, pa je odmah nakon uspostavljanja Republike, Rim počeo sustavno provoditi politiku širenja svojih teritorija. Ipak, u tim svojim teritorijalnim pretenzijama, Rim je, na samom početku širenja, doživio i poraze. Najteži od njih je bio 387. pr. Kr. kada su grad zauzeli i opustošili Kelti. Grad se ubrzo oporavio i nastavio svoje širenje kako na jug tako i na sjever, pri čemu je došlo do oštrih sukoba protiv Samnita između 343. pr. Kr. i 290. pr. Kr.

### Uspon i razvitak Rimske Republike
Poslije 340. pr. Kr., Rimljani uspijevaju kontrolirati većinu gradoma u području Latija. Od negdje oko 280. pr. Kr. poslije sukoba s Pir (epirski kralj)Pirom i pobjedom nad njime, Rimljani osvajaju i južnu Italiju, gdje su već stoljećima bili prisutni stari Grci i na taj način dolaze u dodir s njihovom kulturom. U cilju ostvarivanja i održanja kontrole na osvojenoj teritoriji, Rimljani počinju osnivati svoje kolonije i provincije, što opet vodilo ka stvaranju saveza s gradovima i plemenima s različitim pravima i privilegijama:
1. punopravni građani Rima (građani Rima, kolonija i već svrstanih plemena)
2. zajednice s rimskim građanskim pravima, ali bez prava odlučivanja
3. saveznici, koji su mogli zadržati svoje autonomije

U razdoblju između 264. pr. Kr. i 146. pr. Kr., Rimljani vode punske ratove nakon čega grad-država Rim postaje vrlo moćna. Prvi punski rat (264. pr. Kr. – 241. pr. Kr.) počinje zbog sukoba interesa Rima i trgovačke države Kartage zbog otoka Sicilije. Rimljani bivaju prinuđeni izgraditi pomorsku flotu i 241 pr. Kr. uspijevaju poraziti Kartagu, koja kapitulira, plaća ratnu odštetu Rimu i odustaje od Sicilije, ali zauvrat zadržava svoj utjecaj u Španjolskoj, gdje osnivaju svoje novo kolonijalno carstvo.
U međuvremenu, genijalni strateg Hanibal prelazi Alpe i 218. pr. Kr. započinje Drugi punski rat (218. pr. Kr.- 202. pr. Kr.) protiv Rima. Poslije nekoliko poraza, kao kod Kane (216. pr. Kr.) i kada je izgledalo da će Hanibal osvojiti Rim, Rimljani ipak uspijevaju sačuvati svoj utjecaj i pobijediti Hanibalovog brata u bici kod Metaura (207. pr. Kr.) nakon čega se slabi i moć samog Hanibala i usprkos savezu s makedonskim kraljem Filipom V. koji također 214. pr. Kr. započinje rimsko-makedonske ratove protiv Rimljana, Rimljani se uspijevaju iskrcati u sjevernu Afriku i konačno se obračunati u bici kod Zame (202. pr. Kr.) protiv Kartage.  Kartaga je izgubila sve svoje teritorije. U Trećem punskom ratu (149. pr. Kr. – 146. pr. Kr.) Rimljani su razorili samu Kartagu i osnovali su provinciju Afriku.
Rimljani su se već 200. pr. Kr. politički umiješali u Grčku i stali na stranu malih i srednje jakih zemalja i na taj način se suprotstavili Makedoniji, pa su čak 196. pr. Kr. proglasili Grčku slobodnom ali pod rimskim protektoratom, što je uzrokovalo i nemire, pa su 192 – 188. pr. Kr. morali voditi rat protiv širenja sirijskog kralja Antioha III. Nakon pobjede i povlačenja sirijske vojske, Rim se u Trećem rimsko-makedonskom ratu (171. pr. Kr. – 168. pr. Kr.) konačno obračunava s Makedonijom kod Pidne i proglašava Makedoniju svojom provincijom. 
Pobjedom protiv Kartage i Makedonije i stavljanjem njihovih teritorija pod svoje okrilje, ali i protjerivanjem Sirijaca, Rim u tom razdoblju gospodari cijelim zapadnim svijetom, dok na istočnom dijelu, Rim štiti slabi ptolomejski Egipat od Seleukida i 133. pr. Kr. na tlu Pergama osniva provinciju Aziju.  
U tom razdoblju se pojavljuju i prvi otpori unutar Rima. 136. pr. Kr. počinje pobuna robova na Siciliji, a od 111. pr. Kr. – 105. pr. Kr. Rim vodi rat protiv Jugurte u Numidiji. Sa sjevera na Rim nasrću i germanska plemena Teutonci i Cimbri, a 104. pr. Kr. započinje i drugi robovski rat. Od 91 do 88. pr. Kr. italski savezi vode rat protiv Rima, što iskorištava Mitridat VI. Eupator i zauzima provinciju Aziju pri čemu ubija nekoliko tisuća rimskih naseljenika. Kornelije Sula se imenuje za upravitelja Azije i zapovjednika u pontonskim ratovima protiv Mitridata VI. Eupatora čime se zaoštravaju i počinju sukobi unutar Rima.

### Doba klasnih i građanskih ratova u Rimskoj Republici
Uspon i razvitak Rima kao vrlo moćne države donio je pored mnogih prednosti također i probleme. Kao ključni problem se pokazao agrarni, tijesno povezan za vojno ustrojstvo, što je u krajnjem slučaju dovelo do sukoba i građanskih ratova u samom Rimu i vodilo ka propasti rimske Republike.
Tradicionalni milicijski sustav, kod kojeg su svi građani uključeni u obranu i vođenje rata, pokazuje se nepraktičnim zbog uvelikog širenja rimske države. Poslije poraza u Jugurtinom ratu i u ratovu protiv Teutonaca i Cimbra, Gaj Marije uspijeva provesti vojnu reformu, gdje se uvodi od dobro obučenih vojnika profesionalna vojska, a koja je dovela do uske povezanosti vojnika sa svojim zapovjednicima. Za većinu vojnika koji nisu posjedovali zemlju, vojna služba nije više bila obveza već izvor zarade. Oni su, osim podjele plijena iz osvajanja, od svojih zapovjednika očekivali da im po prestanku vojne službe bude dodijeljeno i zemljište. Skrb veterana na taj način sve više postaje političkom raspravom u Rimu.
Uska se povezanost postrojbi za pojedine zapovjednike iz drugog kuta pokazala kao otežavajuća okolnost političkog ustrojstva Rima. Naime, zapovjednici su dobili mogućnost da se pomoću svojih postrojbi a iz svojih vlastitih interesa suprotstave volji Senata ili narodnih skupština, pa je vrijeme građanskih ratova obilježeno ambicioznim idejama političara i njihovih "privatnih" vojski.
Politički sukobi unutar Rima se počinju zaoštravati od 133. pr. Kr. U stalnom su političkom sukobu optimati i populari, pri čemu se populari zalažu za promjenu socijalnih razlika u Rimu kroz uvođenje agrarne reforme. Pokušaju narodnih tribuna Tiberija Grakha 133 pr. Kr. i njegovog brata Gaja Grakha deset godina kasnije nisu urodili plodom. Gaj Marije 107. pr. Kr. uvodi vojnu reformu i postaje vođa populara. 
Na drugoj strani na čelo se stavlja Kornelije Sula. Poslije pobjede nad Mitridatom VI. Sula se 88. pr. Kr. vraća u Rim i protjeruje Marijeve pristalice iz Rima i zavodi diktaturu. 82. pr. Kr. se ponovno obračunava s Marijevcima u krvavoj bici kod Porta Kolina nakon čega ponovno ulazi sa svojim legijama u Rim, obračunava se sa svojim protivnicima, zavodi diktaturu i mijenja ustav.   
Nakon prvog građanskog rata u Rimu, uspješni zapovjednici preuzimaju vrlo važnu ulogu. Pompej Veliki, koji je kao mlad zapovjedik bio u Sulinim postrojbama, stječe veliku slavu nakon pobjede nad Seleukidima i osnivanja novih porovincija i sklapa savez s Krasom i Cezarom (trijumvirat), što je ujedno i vrlo jasan pokazatelj strukturne slabosti kasne Republike, čije institucije nisu bile dorasle nastaloj krizi. Poslije pogibije Krasa 53. pr. Kr.,  a i velike moći Pompeja ali i Cezara, 49. pr. Kr. dolazi do njihovog sukoba čime ujedno počinje i drugi rimski građanski rat, nakon čega Cezar pobjeđuje Pompeja 48. pr. Kr. kod Farsale i protjerava ga u Egipat. Poslije pobjeda nad Pompejevim pristalicama u Hispaniji i Egiptu, Cezar postaje jedini vladar Rimskog imperija, što uzrokuje 15. ožujka 44. pr. Kr. atentat na njega, u Senatu, sa smrtnim ishodom, i to je početak trećeg rimskog građanskog rata. Cezarov bliski suradnik Marko Antonije i nećak Oktavijan se udružuju i pobjeđuju republikance 42. pr. Kr. kod Filipa, u Grčkoj.

### Raspad Rimske Republike i uspostava Rimskog Carstva
Izgledalo je da se situacija iz 49. pr. Kr. ponavlja: Marko Antonije i Oktavijan dijele rimske teritorije ugovorom iz Brundizija na interesne sfere, Antonije vlada istočnim a Oktavija zapadnim dijelom. Međutim Antonije i njegova, bivša Cezarova, ljubavnica, Kleopatra počinju sanjati o velikom carstvu, čiji bi središte trebalo biti na istoku, što 32. pr. Kr. uzrokuje i prekid prijateljstva između njih dvojice. Pod utjecajem Oktavijana, senat objavljuje rat Egiptu i u odlučujućoj bitki kod Akcija 31. pr. Kr. Oktavijan protjeruje Antonija i Kleopatru u Egipat, gdje oni nedugo zatim umiru. Egipat postaje provincija pod izravnom vlasti budućeg cara Oktavijana. Oktavijan postaje samostalni vladar Rima i preuzima sve ovlasti od republikanskih institucija i 27. pr. Kr. osniva Rimsko Carstvo. On biva proglašen počasnim imenom August. Od svih republikanskih institucija ostavio je samo senat, ali je imao apsolutnu moć nad njime.

## Unutarnje poveznice
- Slavni Rimljani